# MH-139灰狼直升機
MH-139灰狼直升機（英語：Grey Wolf)是一款由波音根據李奧納多的阿古斯特維斯特蘭AW139，進行本土化改造的版本。該機種服役於美國空軍，並執行有關治安、巡邏以及支援相關的任務，取代UH-1N雙休伊直升機。

## 發展

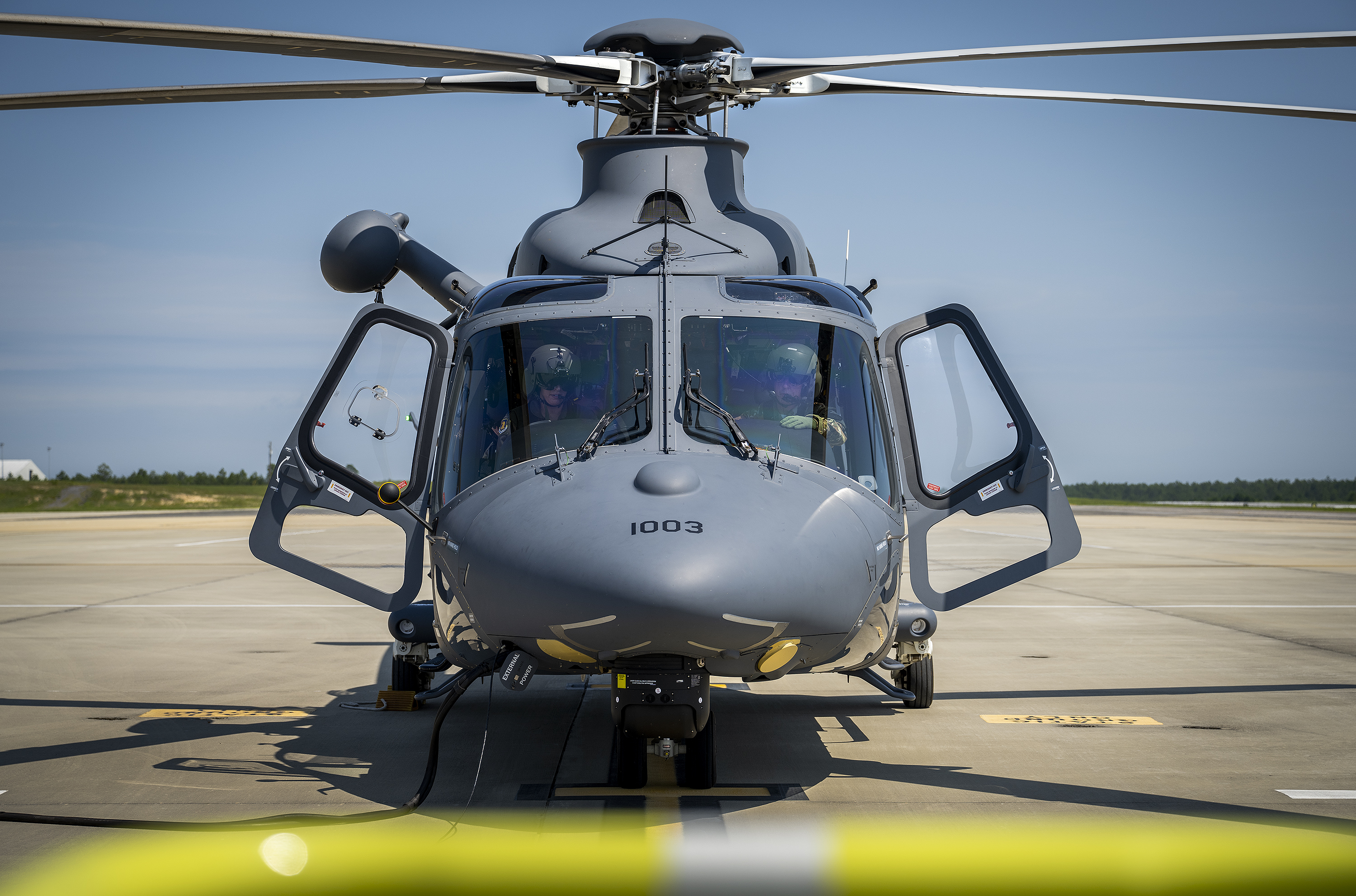
2022年8月，第96測試聯隊的飛行員在埃格林空軍基地完成MH-139灰狼的飛行前檢查。

2018年9月24日，美國空軍向波音授予了一份價值24億美元的合同，以取代目前服役的UH-1N，並取消此前的「通用垂直升降支援計劃」（Common Vertical Lift Support Program,CVLSP）。該合同旨在升級核導彈基地的安全巡邏系統，並用於運輸高級官員。灰狼直升機是美國空軍全球打擊司令部成立10年來的首次重大採購。
美國空軍向波音公司授予了一份價值2.85億美元的合同，用於建造首批13架MH-139A灰狼直升機，以取代守護美國陸基核彈道飛彈的貝爾UH-1N休伊多功能直升機機隊。
MH-139A灰狼直升機將用於安全巡邏、搜索與救援任務，以及人員和貨物的運輸。空軍最初計劃購買84架直升機，用於覆蓋廣泛的洲際彈道飛彈基地的安全和運輸，以及在防空識別區（也稱為華盛頓都會區）內執行高級領導和行政空運。同時將用於空勤組員的生存訓練。
MH-139機隊的確切數量尚未確定。最初的需求是多達84架直升機，後來減少到80架，再減少到74架。最新的2025財年預算顯示，機隊規模可能進一步縮減至36架MH-139。灰狼計劃面臨諸多挫折和延誤，包括連美國聯邦航空總署型號認證都尚未獲得。通常，美國軍用飛機不需要FAA認證，但MH-139是直升機例外，因為這些直升機將需要廣泛運行於美國國內空域內。

### 設計
MH-139A灰狼直升機具備軍用和商用系統整合能力，這在灰狼計劃中發揮了至關重要的作用。它配備了一個基於現有AW139操作飛行模擬器的集成訓練系統。其維持工具確保了與美國政府（USG）系統的無縫接口。全球商業/國防部支援系統確保了高效的零件採購。其獨特的設計使維護人員能夠在運作層面進行所有飛機維護。
MH-139A採用由兩台FADEC控制的普惠加拿大PT6渦軸發動機，這些發動機安裝在獨立的發動機渦輪爆裂防護箱中，每個發動機都有獨立的輸入至主變速箱。通過降低氣流和使用定向排氣，從而減少了發動機的紅外特徵，從而減少了尾部機身上的尾焰影響。

### 服役紀錄

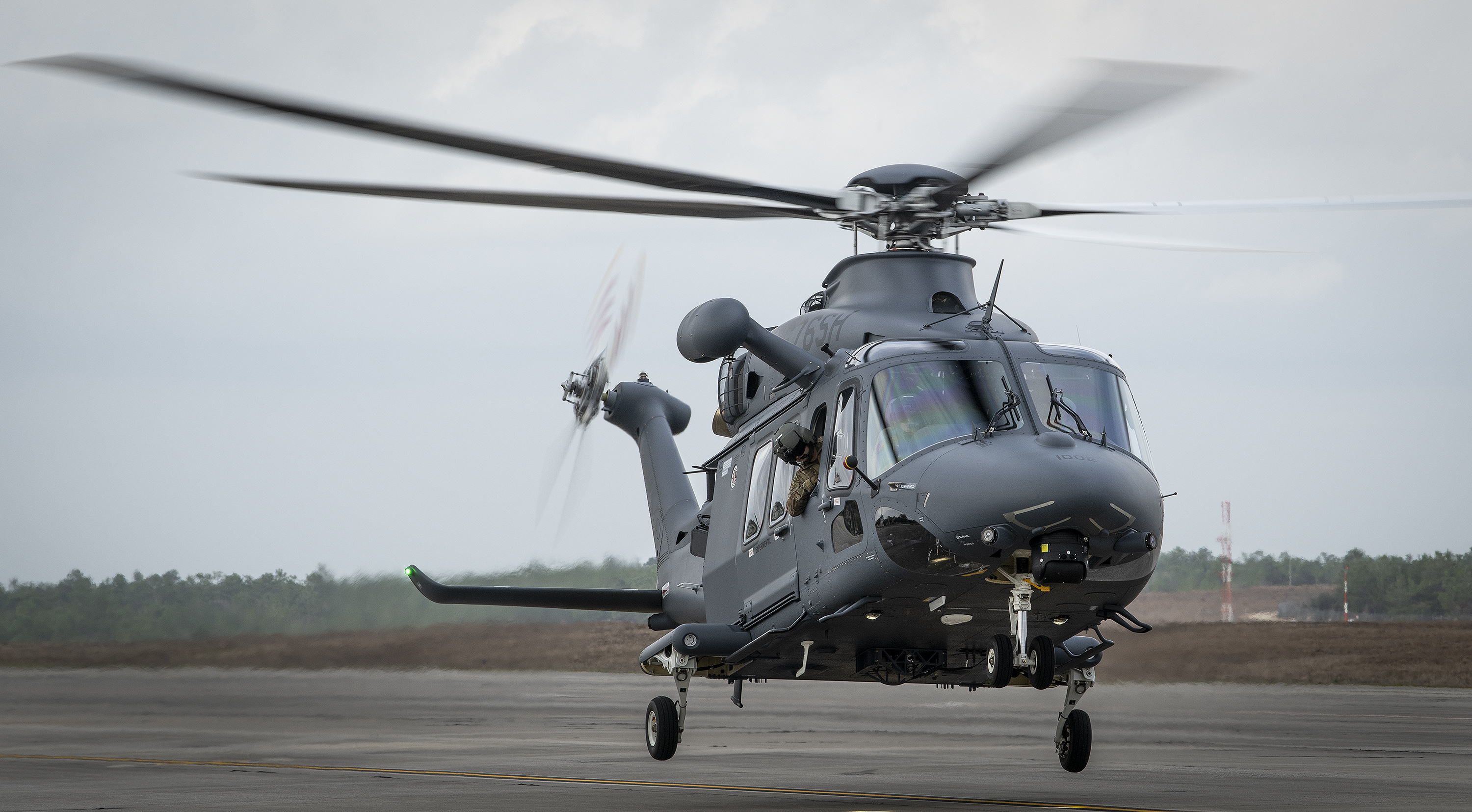
MH-139A灰狼直升機於2020年2月11日在埃格林空軍基地進行了首次綜合測試飛行。

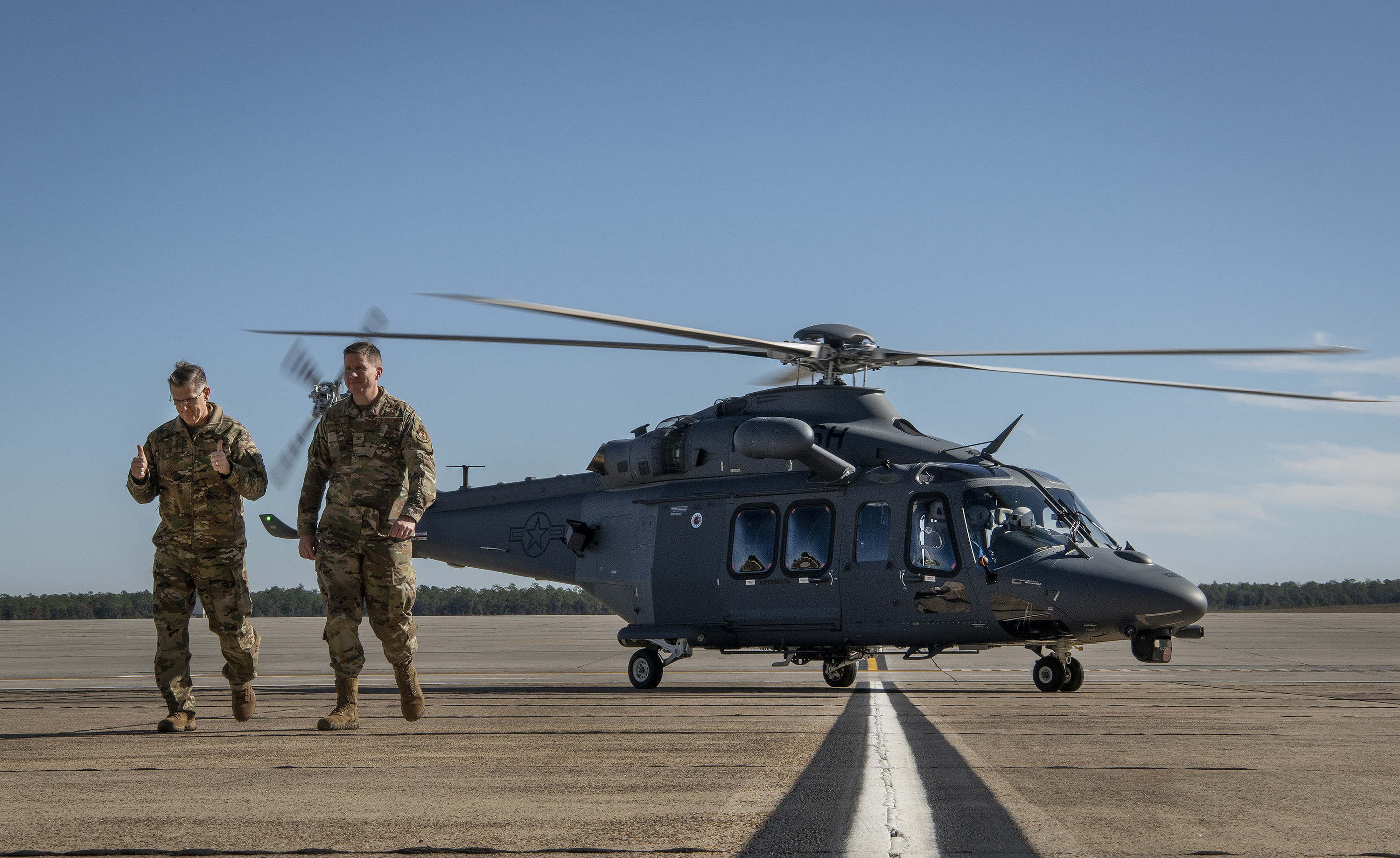
灰狼直升機在佛羅里達州杜克機場舉行的儀式上首次亮相並命名。

2024年3月，首架完成戰術整備及具有作戰能力的MH-139灰狼直升機抵達蒙大拿州的馬姆斯特羅姆空軍基地。第341導彈聯隊拍攝到了這架灰狼直升機抵達基地的畫面。2024年5月31日，MH-139A開始服役於麦克斯韦-甘特空军基地的第908空運聯隊。

## 用户

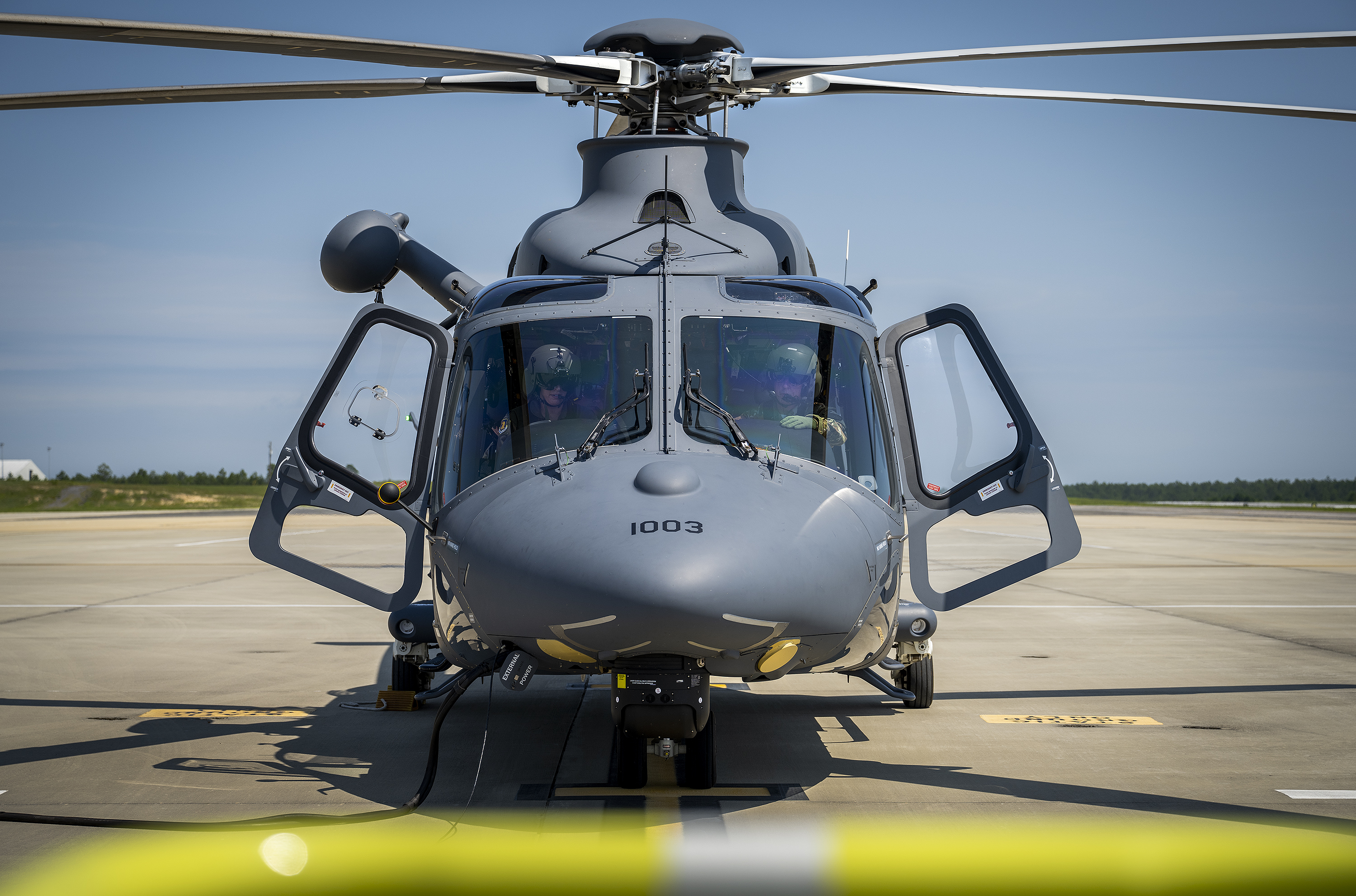
一架隶属于第96测试联队的MH-139艾格林空军基地正在进行飞行前检查

美国
- 美国空军
  - 美国空军装备司令部(AFMC)
    - 第96测试联队（英语：96th Test Wing）
      - 第413飞行测试中队（英语：413th Flight Test Squadron）[12]

  - 美国空军预备役司令部(AFRC)
    - 第908飞行训练联队（英语：908th Airlift Wing）
      - 第703直升机中队（英语：703d Helicopter Squadron）[13]

  - 美国空军全球打击司令部(AFGSC)
    - 第341导弹联队（英语：341st Missile Wing）[14]
      - 第40直升机中队（英语：40th Helicopter Squadron）[15]

## 型號
- MH-139A